# Szurdokpüspöki
Szurdokpüspöki est un village et une commune du comitat de Nógrád en Hongrie.